# Epistole familiari
Le epistole familiari o lettere familiari sono una raccolta di tre lettere scritte da Amerigo Vespucci tra il 1500 e il 1502 e destinate a Lorenzo di Pierfrancesco de' Medici. Questi documenti sono importanti testimonianze storiche e geografiche che descrivono i viaggi di esplorazione di Vespucci nel Nuovo Mondo e nell'Oceano Atlantico, e sono conservate principalmente nelle biblioteche fiorentine, in particolare nella Biblioteca Riccardiana, dove si trovano nel celebre codice Vaglienti.
Le tre lettere familiari rappresentano fonti preziose per la conoscenza delle prime esplorazioni del Nuovo Mondo e per la comprensione del ruolo di Vespucci non come comandante, ma come pilota e cartografo. Esse contribuirono alla diffusione delle conoscenze geografiche nelle corti e nelle comunità mercantili europee dell’epoca, influenzando la cartografia e la percezione delle nuove terre scoperte.

## Struttura
Le lettere, definite "familiari" per il loro carattere privato e personale, erano rivolte a Lorenzo di Pierfrancesco, un membro della famiglia Medici. Nonostante la loro natura privata, si pensa che circolassero tra una cerchia ristretta di mercanti e studiosi fiorentini sia a Firenze sia nelle colonie fiorentine di Siviglia e Lisbona, suscitando interesse per le nuove terre scoperte e per le conoscenze geografiche. Rispetto alle opere precedenti, quali Mundus Novus e Lettera al Soderini, queste lettere non erano destinate alla pubblicazione ma relegate a comunicazioni private. La loro scoperta postuma avvenne tra il XVIII e il XIX secolo.
Le lettere sono:
- Lettera a Lorenzo di Pierfrancesco de Medici da Siviglia detta anche Prima lettera manoscritta, 18 luglio 1500;[4]
- Lettera a Lorenzo di Pierfrancesco de Medici da Capo Verde detta anche Seconda lettera manoscritta, 4 giugno 1501;[5]
- Lettera a Lorenzo di Pierfrancesco de Medici da Lisbona detta anche Terza lettera manoscritta, 1502.[6]

## Lettere

### Prima lettera manoscritta
La prima lettera narra il viaggio spagnolo del 1499-1500, identificabile con la spedizione guidata da Alonso de Ojeda e Juan de la Cosa, a cui Vespucci partecipò come pilota, astronomo e cartografo, ruolo quest'ultimo cruciale per le scoperte geografiche della spedizione. Contrariamente ad alcune convinzioni popolari, Vespucci non fu mai comandante di nave. La spedizione partì nel contesto delle esplorazioni post-1498, anno in cui Colombo aveva raggiunto la costa venezuelana, denominata allora "Costa" o "Terra delle Perle". La flotta di Ojeda e Vespucci sbarcò probabilmente nell'attuale Guiana francese, risalendo la costa venezuelana fino al capo della Vela, con soste nelle isole del golfo di Maracaibo, come Trinidad, Curaçao (soprannominata "isola dei Giganti") e Aruba. In questa lettera, Vespucci espone anche un metodo innovativo da lui ideato per il calcolo della longitudine, basato sull'osservazione delle congiunzioni lunari con i pianeti, un importante contributo alla navigazione. La lettera conclude con riferimenti ai preparativi di una nuova spedizione spagnola, alla critica della navigazione di Vasco da Gama e alla menzione della flotta portoghese guidata da Pedro Álvares Cabral.

### Seconda lettera manoscritta
La seconda lettera descrive la parte iniziale del viaggio portoghese del 1501-1502, da Lisbona al promontorio di Capo Verde, e narra dell'incontro con alcune navi superstiti della flotta di Cabral, rientranti dall'India. Questa lettera, ricca di dettagli, è considerata la più "marcopoliana" tra quelle attribuite a Vespucci, poiché riporta informazioni sulle coste africane e asiatiche in base ai racconti del converso Gaspar da Gama.

### Terza lettera manoscritta
Nella terza lettera Vespucci esprime con orgoglio la consapevolezza di aver scoperto una "terra nuova", estesa fino a 50° di latitudine sud, un territorio che sarà riconosciuto come un nuovo continente solo successivamente, con la spedizione di Ferdinando Magellano del 1519. Questa lettera, meno dettagliata dal punto di vista geografico, ha grande valore etnografico: Vespucci descrive un soggiorno di 27 giorni tra i popoli tupi-guaraní del Brasile, fornendo importanti informazioni sulle culture indigene.